# Lindsey McKeon
Lindsey Johnson McKeon, född 11 mars 1982 i Summit i New Jersey, är en amerikansk skådespelare. Hon är känd för sina roller som Marah Lewis i Guiding Light och Taylor James i One Tree Hill. Hon spelade tidigare i Saved by the Bell: The New Class som Katie Peterson från 1996–2000.

## Biografi
McKeon föddes i Summit i New Jersey. Hon är gift med Brant Hively. De gifte sig 23 september 2013 efter att ha varit ett par under lång tid.

I slutet av 1990-talet hade hon ett förhållande med Scott Sterling (son till Donald Sterling). Dagen efter att hon hade gjort slut med Scott Sterling, startades ett bråk mellan honom och hans vän Philip Scheid. Sterling trodde att Scheid försökte "stjäla" McKeon från honom, vilket resulterade i att Sterling sköt Scheid med ett hagelgevär.

## Karriär
I en artikel i Victoria Advocate i juni 2002 sa McKeon om sin karaktär Marah "Hon kunde definitivt göra några smartare val där män är mer delaktiga, men skulle vi inte alla kunna göra det?" och "Jag hoppas bara hon lärt sig lika mycket som jag har gjort efter att ha gått igenom allt detta"
McKeon syntes i Foxs The Opposite Sex och hade en återkommande roll i Här är ditt liv, Cory. Ytterligare roller i TV-serier är huvudroll i Class Warfare, en "veckans film" på USA Network, och i episoder i It's Always Sunny in Philadelphia, Freaky Finnertys, Maybe It's Me, Special Unit 2, Tredje klotet från solen, House och Odd Man Out.
Nyligen[när?] gjorde hon gästframträdanden i serierna Supernatural och Veronica Mars, och One Tree Hill som Taylor James, syster till Haley James Scott som spelades av Bethany Joy Galeotti. Filmer hon varit med i är Shredder och Class Warfare.

## Filmografi

### Film
| År   | Titel                      | Roll             | Noteringar          |
| ---- | -------------------------- | ---------------- | ------------------- |
| 2003 | Shredder                   | Kimberly Van Arx |                     |
| 2005 | Chastity                   | Chastity         |                     |
| 2008 | What Doesn't Kill You      | Nicole           |                     |
| 2009 | The Jailhouse              | Maddy            |                     |
| 2009 | The Land That Time Forgot  | Lindsey Stevens  | Direkt till video   |
| 2010 | Repo                       | Dominique        |                     |
| 2014 | Indigenous                 | Steph            |                     |
| 2014 | Guardian Angel             | Darlene Simmons  |                     |
| 2014 | Flock of Dudes             | Deb              |                     |
| TBA  | Women and Sometimes Men    | Ali              | Postproduktion      |
| TBA  | The 420 Movie: Mary & Jane | Mary Hightower   | Pågående produktion |

### TV
| År         | Titel                             | Roll                      | Noteringar                                                        |
| ---------- | --------------------------------- | ------------------------- | ----------------------------------------------------------------- |
| 1995, 1998 | Här är ditt liv, Cory             | Libby Harper              | Avsnitt: "The Last Temptation of Cory", "First Girlfriends' Club" |
| 1996–2000  | Saved by the Bell: The New Class  | Katie Peterson            | Huvudroll , 78 avsnitt                                            |
| 1999       | Odd Man Out                       | Kendall                   | Avsnitt: "The First Girlfriend's Club"                            |
| 2000       | Tredje klotet från solen          | Tiffany                   | Avsnitt: "Dick Puts the 'Id' in Cupid"                            |
| 2000       | Opposite Sex                      | Stella                    | Huvudroll , 8 episodes                                            |
| 2001       | Special Unit 2                    | Female Victim #1          | Avsnitt: "The Depths"                                             |
| 2001       | Class Warfare                     | Kristen Marshall          | TV-film                                                           |
| 2001–2002  | Min galna familj                  | Crystal                   | Avsnitt: "The Birthday Episode", "The Video Episode"              |
| 2002       | Freaky Finnertys                  | Kelli                     | Avsnitt: "Mr. Roboto"                                             |
| 2002       | A Wedding Story: Josh and Reva    | Marah Lewis (uncredited)  | TV-film                                                           |
| 2001–2004  | Guiding Light                     | Marah Lewis               | Huvudroll                                                         |
| 2005, 2010 | One Tree Hill                     | Taylor James              | Återkommande roll, 8 episodes                                     |
| 2005       | CSI: Miami                        | Noelle                    | Avsnitt: "Killer Date"                                            |
| 2005       | It's Always Sunny in Philadelphia | Rebecca Keane             | Avsnitt: "The Gang Finds a Dead Guy"                              |
| 2006-2009  | Supernatural                      | Tessa the Reaper / Azazel | Återkommande roll, 4 episodes                                     |
| 2006–2007  | Veronica Mars                     | Trish                     | Avsnitt: "Wichita Linebacker", "Debasement Tapes"                 |
| 2007       | Cold Case                         | Diane Gilbert             | Avsnitt: "Blackout"                                               |
| 2007       | Brottskod: Försvunnen             | Sarah                     | Avsnitt: "Deep Water"                                             |
| 2008       | IQ-145                            | Beth Brody                | 10 avsnitt                                                        |
| 2009       | House                             | Franni                    | Avsnitt: "Saviors"                                                |
| 2010       | Airline Disaster                  | Gina Vitale               | TV-film                                                           |
| 2012       | 90210                             | Suzanne                   | Avsnitt: "It's All Fun and Games"                                 |
| 2013       | Necessary Roughness               | Marcy                     | Avsnitt: "Gimme Some Lovin'"                                      |
| 2014       | That GPS Cray                     | Vivian                    | TV-film(?)                                                        |
| 2014       | Drop Dead Diva                    | Reesa                     | Avsnitt: "First Date"                                             |
| 2015       | NCIS                              | Taylor Matthews           | Avsnitt: "Day in Court                                            |
| 2016       | Girlfriends of Christmas Past     | Murphy McCall             | TV-film                                                           |
| 2017       | Training Day                      | Jen Mitchell              | Avsnitt: Pilot                                                    |